# 小蘇鎮區 (愛荷華州哈里森縣)
小蘇鎮區（英語：Little Sioux Township）是位於美國愛荷華州哈里森縣的一個行政鎮區。

## 地方資料
根據2010年美國人口普查的數據，小蘇鎮區的面積為94.00平方千米，當中陸地面積為91.41平方千米，而水域面積為2.59平方千米。當地共有人口359人，而人口密度為每平方千米3.82人。